# Möhre (Pflanzenart)
Die Möhre (Daucus carota) ist eine Pflanzenart in der Familie der Doldenblütler (Apiaceae). Es werden mehrere Unterarten unterschieden.
Die Karotte (Daucus carota subsp. sativus), auch Gartenmöhre, Mohrrübe, Gelbe Rübe, Wurzel, schweizerisch Rüebli, vorarlbergisch Rübli genannt, ist eine Kulturform der Wilden Möhre (Daucus carota subsp. carota), die vermutlich mit der südeuropäischen Riesenmöhre (Daucus carota subsp. maximus) und evtl. der Orientalischen Schwarzmöhre (Daucus carota subsp. afghanicus) gekreuzt wurde.

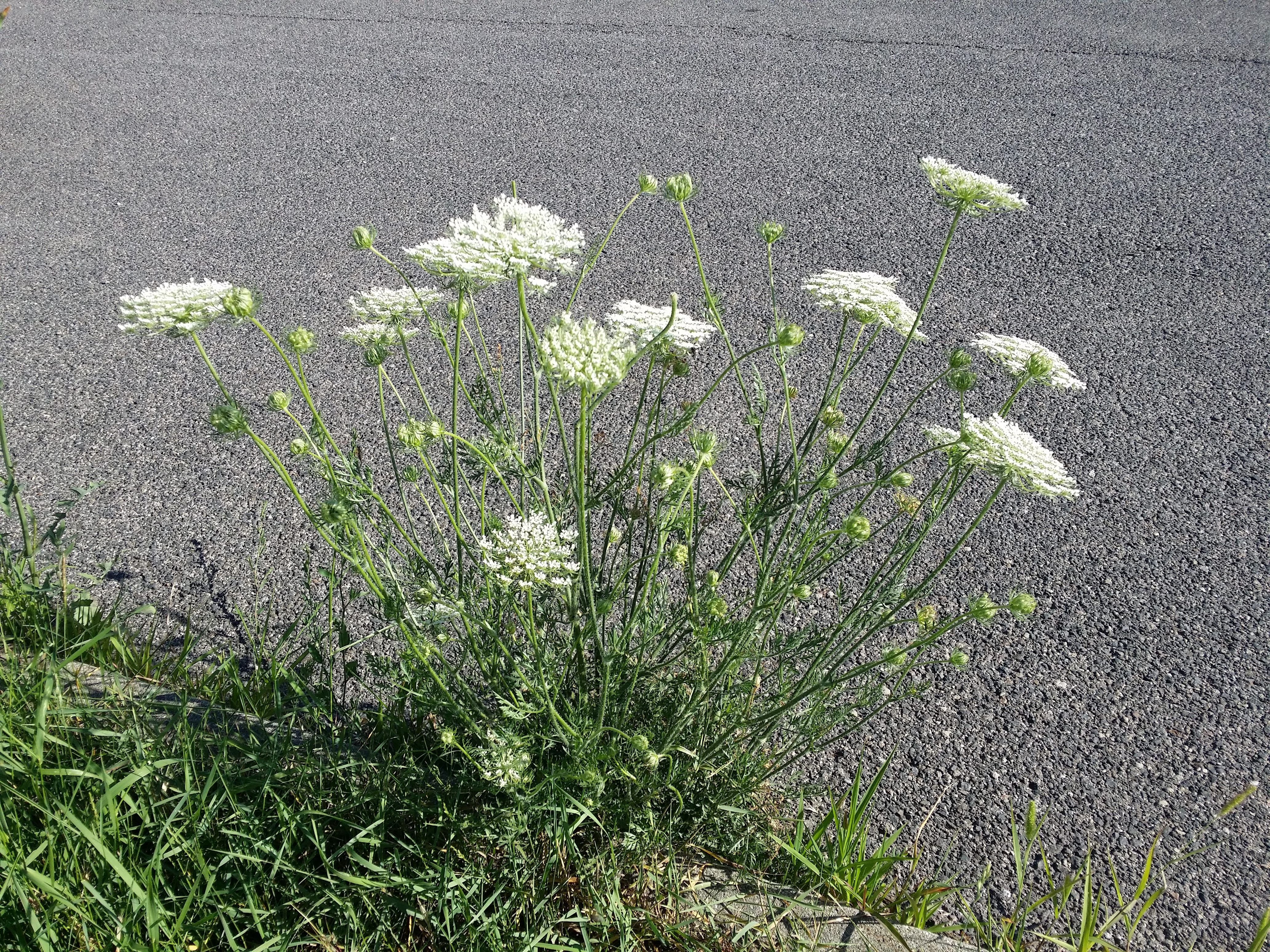
Habitus von Daucus carota subsp. carota

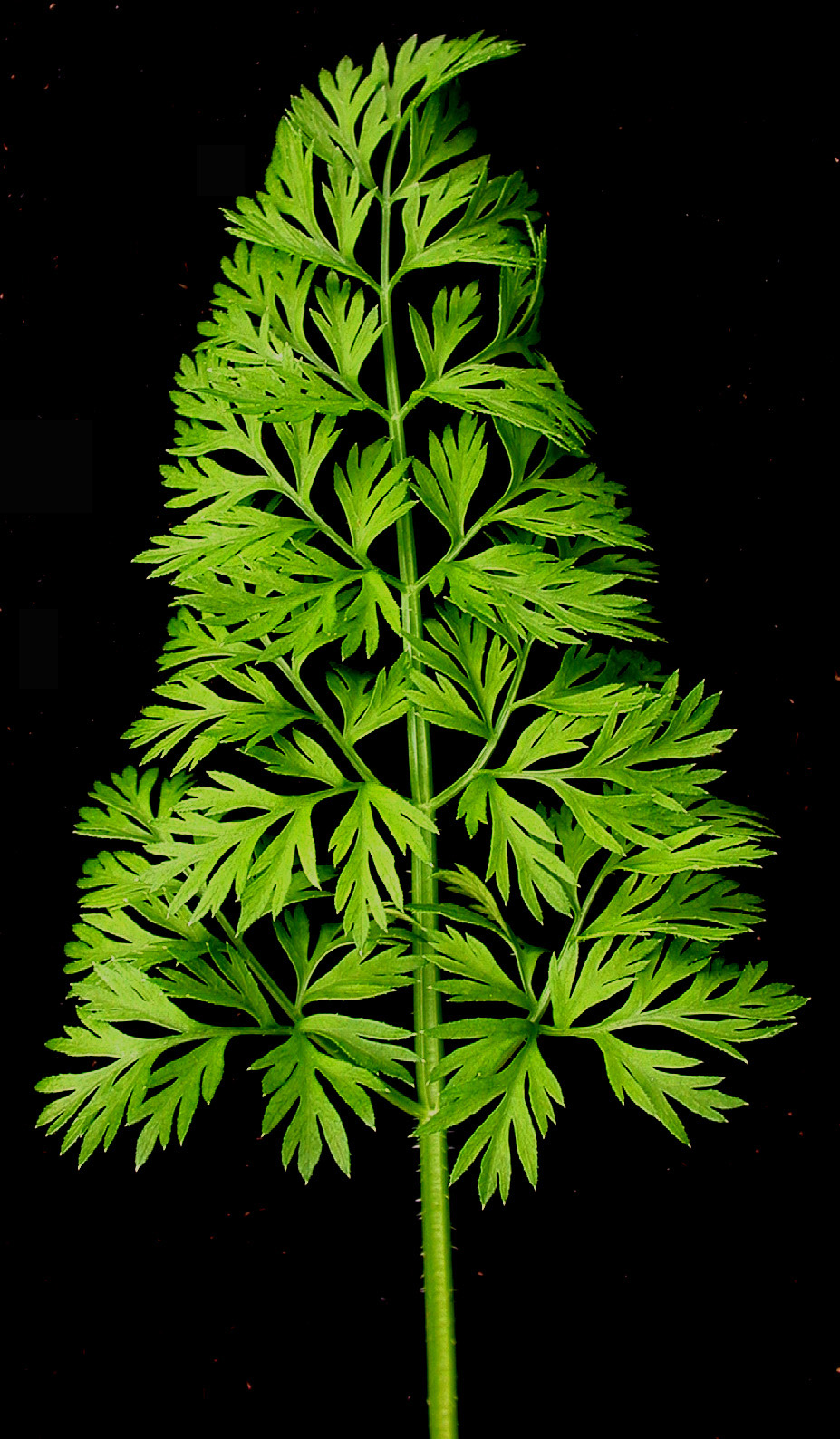
Laubblatt

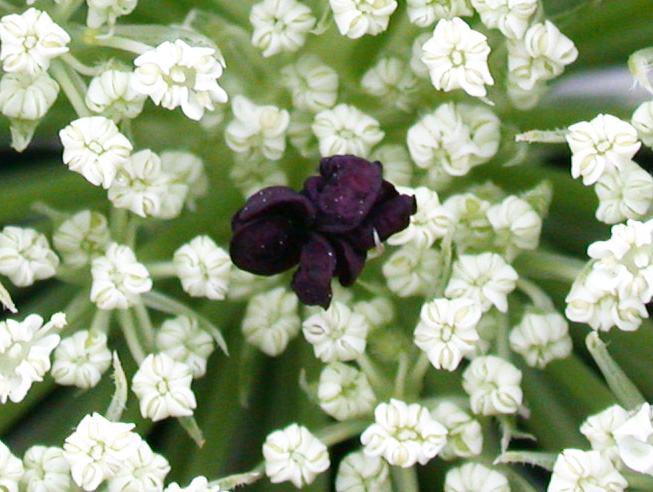
Zentrum der Doppeldolde mit Mohrenblüte

## Beschreibung

### Vegetative Merkmale
Möhren wachsen als zweijährige krautige Pflanzen und erreichen Wuchshöhen von (5) 50 bis 80 (150) Zentimetern. Es wird eine dicke Pfahlwurzel gebildet. Sie wurzelt bis zu 80 Zentimeter tief. Die Stängel sind einfach oder verzweigt, gefurcht und wie die Laubblätter borstig behaart und selten kahl. Die länglichen Laubblätter sind zwei- bis dreifach fiederteilig. Die obersten Segmente sind lineal bis lanzettlich, 2 bis 15 mm × 0,5 bis 4 mm. Die unteren Laubblätter sind gestielt, die oberen sind auf den Blattscheiden sitzend.

### Generative Merkmale
Die Blütezeit reicht von Mai bis Juli. Die Blütenstandsschäfte sind 10 bis 55 cm lang. Im zweiten Jahr wird eine Doppeldolde gebildet. Die zahlreichen laubblattähnlichen Tragblätter der Dolde sind fiederteilig oder selten einfach und 3 bis 30 mm lang. Die ungleichen Strahlen der Doppeldolde sind 2 bis 7,5 cm lang. Die fünf bis sieben Tragblätter der Döldchen sind einfach oder zwei- bis dreilappig und können die Blüten überragen. Die Kronblätter sind weiß, manchmal gelb oder rosafarben. In der Mitte der Doppeldolde steht oft eine strahlig symmetrische, schwarzpurpurne Blüte, die „Mohrenblüte“. Die Zähne der Kelchblätter sind klein aber deutlich. Die Kronblätter sind verkehrt herzförmig, an der Spitze ausgerandet und mit einem eingeschlagenen Läppchen versehen. Die Randblüten sind meist strahlend, die Kronblätter dort können 1,5 bis 4 Millimeter lang werden. Die stachelige, eiförmige trockene, zweiteilige Spaltfrucht, eine Doppelachäne, ist 3 bis 4 mm × etwa 2 mm groß.
Die Chromosomenzahl beträgt 2n = 18.

## Ökologie
Die Blüten sind teils zwittrig teils männlich. In der Nacht sind die Dolden überhängend. Manchmal werden im Herbst auch völlig geschlechtslose Blüten gebildet. Das Schwarz der Mohrenblüte wird durch Anthocyan hervorgerufen; es ist so dunkel, weil nicht nur die Epidermis, sondern auch die inneren Gewebe des Kronblatts Anthocyan enthalten. Es wurde auch beobachtet, dass mit steigender Meereshöhe die Zahl der Dolden, die eine Mohrenblüte entwickeln, zunimmt.
Zahlreiche Schmetterlings-Raupen leben von den Blättern, darunter der Schwalbenschwanz (Papilio machaon), der Totenkopfschwärmer (Acheruntia atropos) oder die Flohkraut-Eule (Melanchra persicariae).

## Vorkommen
Die Heimat der Art ist Europa, West- bis Zentralasien und Pakistan, Makaronesien und Nordafrika. Sie ist darüber hinaus fast weltweit verschleppt. In Europa kommt sie ursprünglich in fast allen Ländern vor; nur in Island kommt sie nur eingeschleppt und in Finnland eingebürgert vor.
Sie wächst gern in ruderalen Pioniergesellschaften an Wegen, Dämmen und Steinbrüchen. Sie kommt in Mitteleuropa vor allem in Gesellschaften des Verbands Dauco-Melilotion, aber auch in Gesellschaften des Verbands Mesobromion, der Ordnungen Origanetalia, Thlaspietalia und in mageren Arrhenathereten vor.
In den Allgäuer Alpen steigt die Wilde Möhre im Tiroler Teil zwischen Elbigenalp und Bernhardseck in Höhenlagen bis zu 1360 Metern auf. Im Puschlav erreicht sie 1880 Meter und in den Seealpen 2500 Meter.
Die ökologischen Zeigerwerte nach Landolt et al. 2010 sind in der Schweiz: Feuchtezahl F = 2+ (frisch), Lichtzahl L = 4 (hell), Reaktionszahl R = 4 (neutral bis basisch), Temperaturzahl T = 4 (kollin), Nährstoffzahl N = 2 (nährstoffarm), Kontinentalitätszahl K = 3 (subozeanisch bis subkontinental), Salztoleranz = 1 (tolerant).

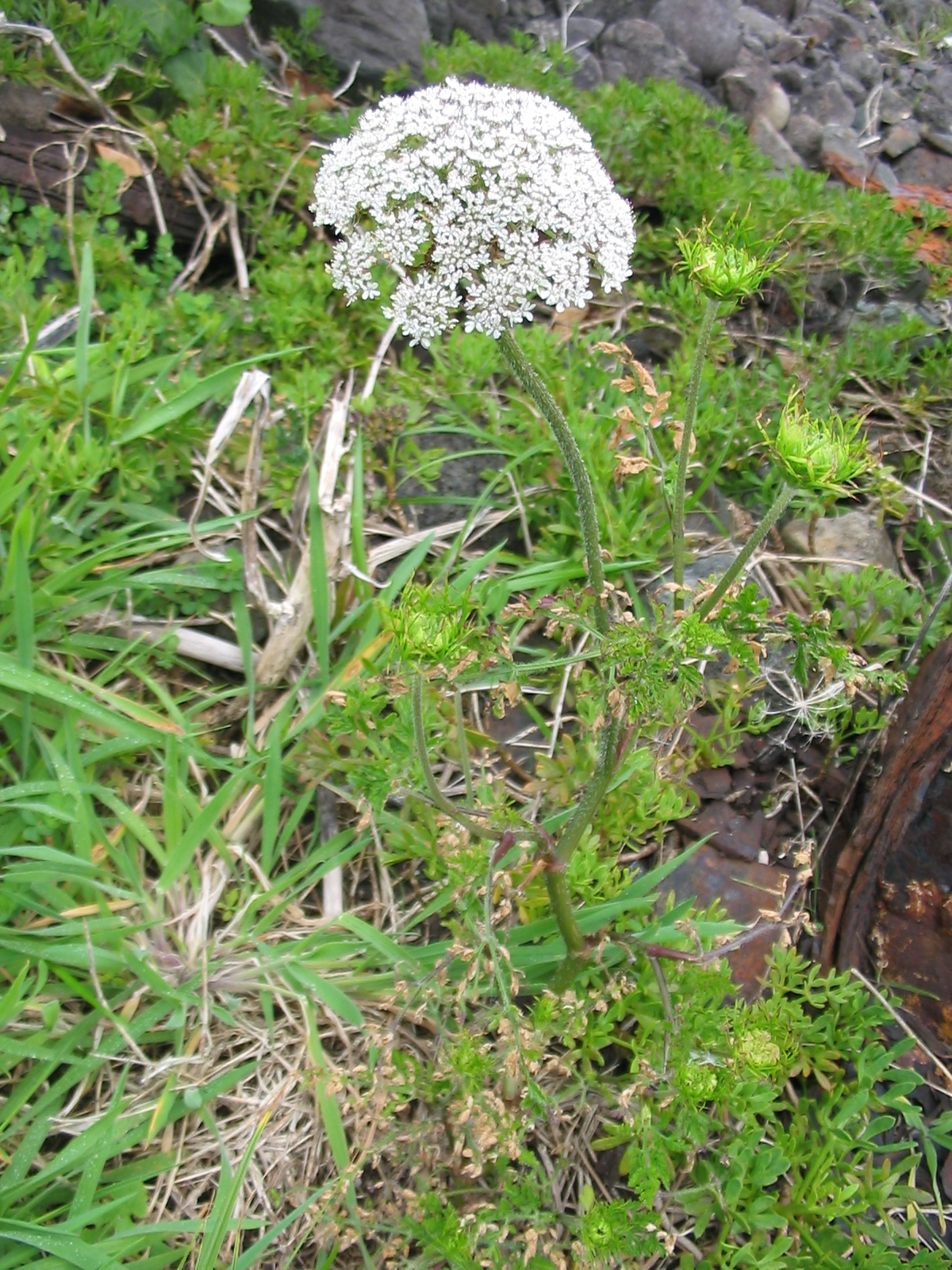
Daucus carota subsp. azoricus

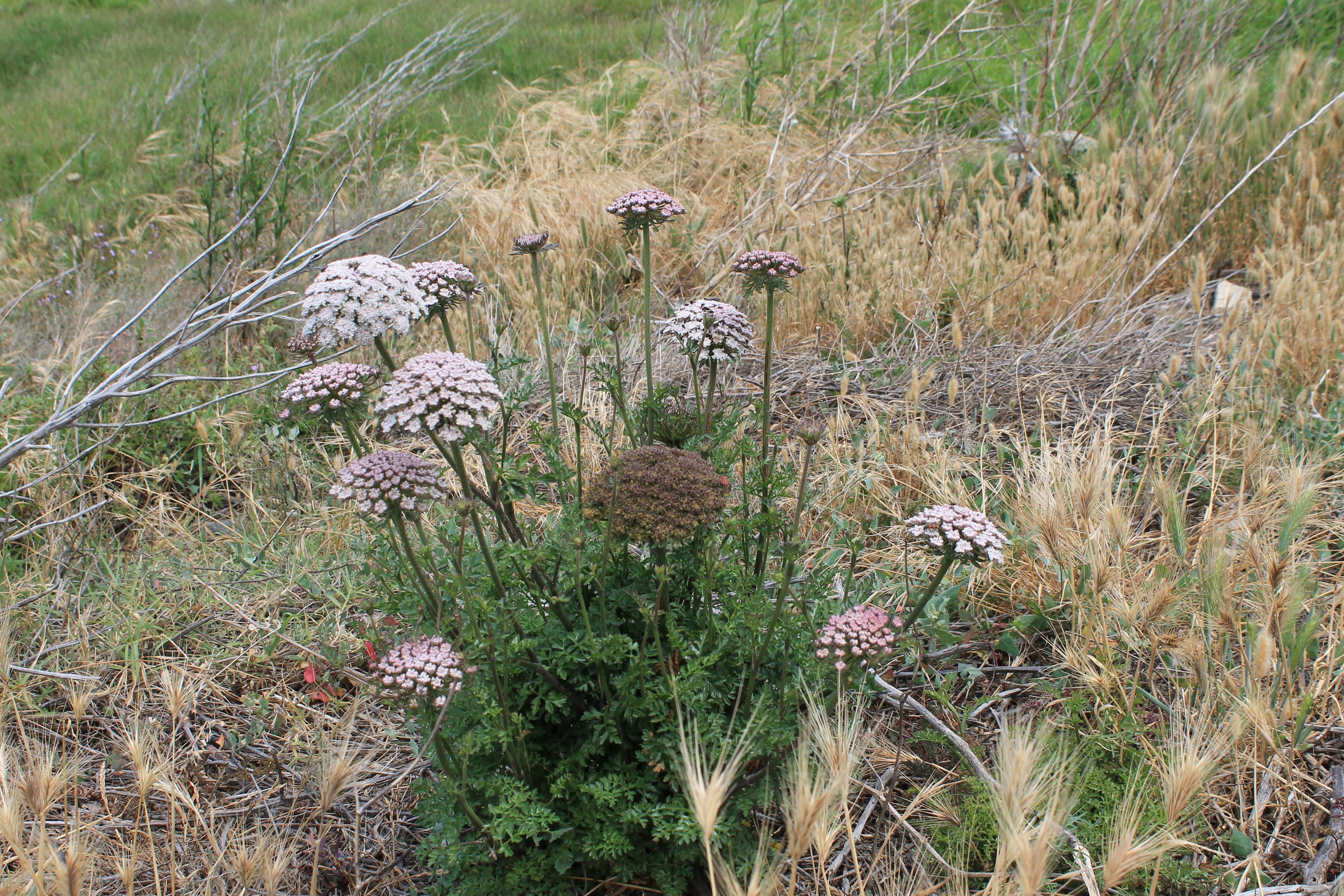
Daucus carota subsp. hispanicus

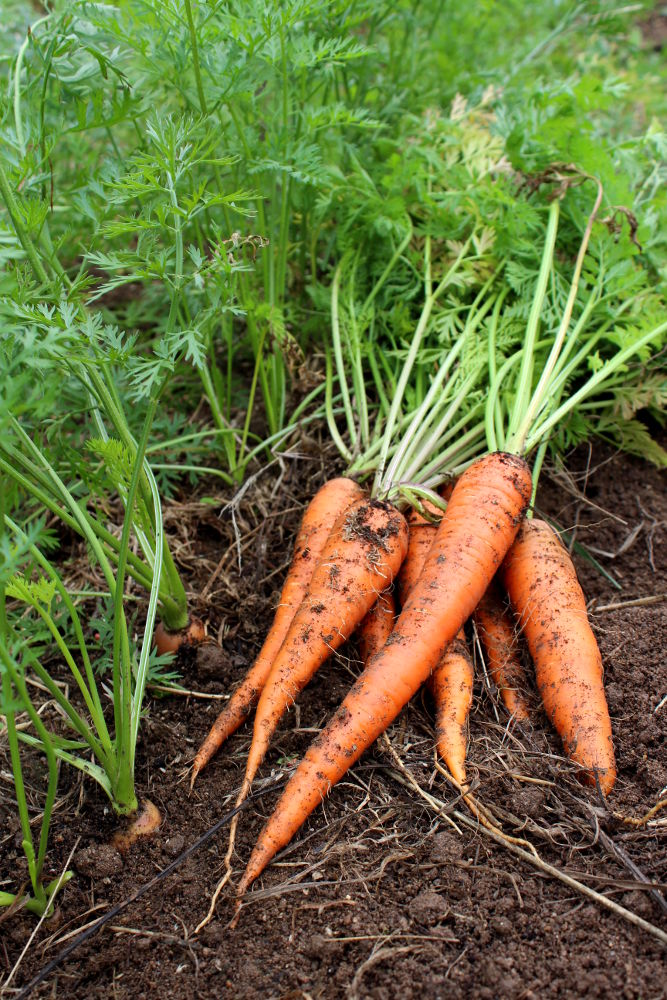
Karotte (Daucus carota subsp. sativus)

## Taxonomie und Systematik
Der Artname Daucus carota wurde 1753 von Carl von Linné in Species Plantarum, 1, S. 242 erstveröffentlicht.
Es gibt eine Reihe von Unterarten (Auswahl):
- Orientalische Schwarzmöhre (Daucus carota subsp. afghanicus)
- Daucus carota subsp. azoricus Franco: Sie kommt auf den Azoren und in Marokko vor.[4]
- Daucus carota subsp. cantabricus A. Pujadas: Sie kommt in Spanien vor.[4]
- Wilde Möhre (Daucus carota L. subsp. carota)
- Daucus carota subsp. commutatus (Paol.) Thell.: Sie kommt in Nordafrika, in Südeuropa und in der Türkei vor.[4][8]
- Daucus carota subsp. drepanensis (Lojac.) Heywood: Sie kommt in Nordafrika, in Südeuropa und in der Türkei vor.[4]
- Daucus carota subsp. gadecaei (Rouy & E. G. Camus) Heywood: Sie kommt nur in Frankreich vor.[4][9]
- Daucus carota subsp. gummifer (Syme) Hook. f.: Sie kommt in Nordafrika, in Süd-, West- und Nordeuropa bis Dänemark vor.[4]
- Daucus carota subsp. halophilus (Brot.) A. Pujadas: Sie kommt nur in Portugal vor.[4]
- Daucus carota subsp. hispanicus (Gouan) Thell.: Sie kommt in Nordafrika, in Südeuropa und in der Türkei vor.[4]
- Daucus carota subsp. hispidus (Ball) Heywood: Sie kommt auf Madeira, in Nordafrika, in Südeuropa und in der Türkei vor.[4]
- Daucus carota subsp. major (Vis.) Arcang.: Sie kommt auf den Azoren, in Süd- und Südosteuropa sowie in Vorderasien vor.[4]
- Daucus carota subsp. majoricus A. Pujadas: Sie kommt nur auf den Balearen vor.[4]
- Riesenmöhre (Daucus carota subsp. maximus (Desf.) Ball): Sie kommt auf den Azoren, auf den Kanaren, in Nordafrika, in Südeuropa und in Vorderasien vor.[4][10]
- Daucus carota subsp. rupestris (Guss.) Heywood: Sie kommt nur auf Sizilien und in Korsika vor.[4]
- Karotte (Daucus carota subsp. sativus (Hoffm.) Schübl. & G. Martens, Syn.: Carota sativa Rupr.)

## Giftwirkung
Beim Umgang mit der Rübe kann es zu einer Kontaktdermatitis kommen. Die Hautirritationen sind eine phytotoxische Reaktion, hervorgerufen durch das Hauptallergen Falcarinol.

## Etymologie
Das Substantiv Möhre ist dem mittelhochdeutschen mor(c)he (auch more), oder auch althochdeutschen moraha auch altsächsisch morha entlehnt. Im westgermanischen Sprachgebrauch murhön Möhre, auch im altenglischen more, moru. Außerhalb des Germanischen ist es möglicherweise dem russischen morkov entlehnt. Es stammt nicht aus dem früheren bereits im 8. Jahrhundert aufgekommenen Mohr. Mittelhochdeutsch mor(e), althochdeutsch mor, welches dem lateinischen Wort maurus entlehnt ist.

## Trivialnamen
Für die Möhre bestehen bzw. bestanden auch die weiteren deutschsprachigen Trivialnamen: Beschlossene, Beslotene, Bestenauw (mittelhochdeutsch), Blutströpflin, Eselsmöhren (Ostpreußen), Gälröw (Altmark), gehl Reiwe (Pommern), Hofpasteren, Kattenklawe (mittelniederdeutsch), Maidele (Württemberg auf dem Heuberg), Marach (mittelhochdeutsch), Maurache (mittelhochdeutsch), Mauren (Westfalen) Mauroch (mittelhochdeutsch), Mauroche (mittelhochdeutsch), Merchenstengel (Augsburg), Merl (Siebenbürgen), Moor, Möre (Schlesien, Österreich, Waldeck), gelbe Mören (mittelhochdeutsch), Mörhe (mittelhochdeutsch), Mörlen (Kärnten), Mörwortel (mittelniederdeutsch), Mohrenkimmich (Schweiz), Mohrrüben (Sachsen, Schlesien), Moorwutteln (Ostfriesland), Mor (mittelhochdeutsch), Morach (althochdeutsch), Morachöpf (St. Gallen bei Sargans), Moraja (althochdeutsch), Morch (althochdeutsch), Morcha (althochdeutsch), Morche (althochdeutsch), wilde Morchen, Morel (mittelniederdeutsch), Morell (mittelniederdeutsch), Moren, Morha (althochdeutsch), Morhe (althochdeutsch), Morhel (spät-althochdeutsch), Morhelen (spät-althochdeutsch), Morhila (spät-althochdeutsch), Morich (althochdeutsch), Morling (althochdeutsch), Morochen (althochdeutsch), Morröw (Altmark), Morwortel (mittelniederdeutsch), Mouroh (mittelhochdeutsch), Muren (Eichsfeld), Murke (Wien), Murr (Siebenbürgen), Murrestängel (Siebenbürgen), Murrworteln (mittelniederdeutsch), welde Pastenach (mittelhochdeutsch, von lateinisch pastinaca), welde Pastenei, wild Peterling, gelbe Rüben (Salzburg, Bayern, Württemberg), geel und rot Rüben, wildi Rüabli (St. Gallen), Rübli (Graubünden) Schatthuatbengel (St. Gallen bei Werdenberg), Tugendbleme (Siebenbürgen), Vogelnest, Vogelsnest, Wörteln (Göttingen, Pommern), Worteln (Ostfriesland), Wortlear (Helgoland), Wurtels (Ostfriesland), Wurzel (Oldenburg) und Wutteln (Ostfriesland bis Holstein).

Bilder
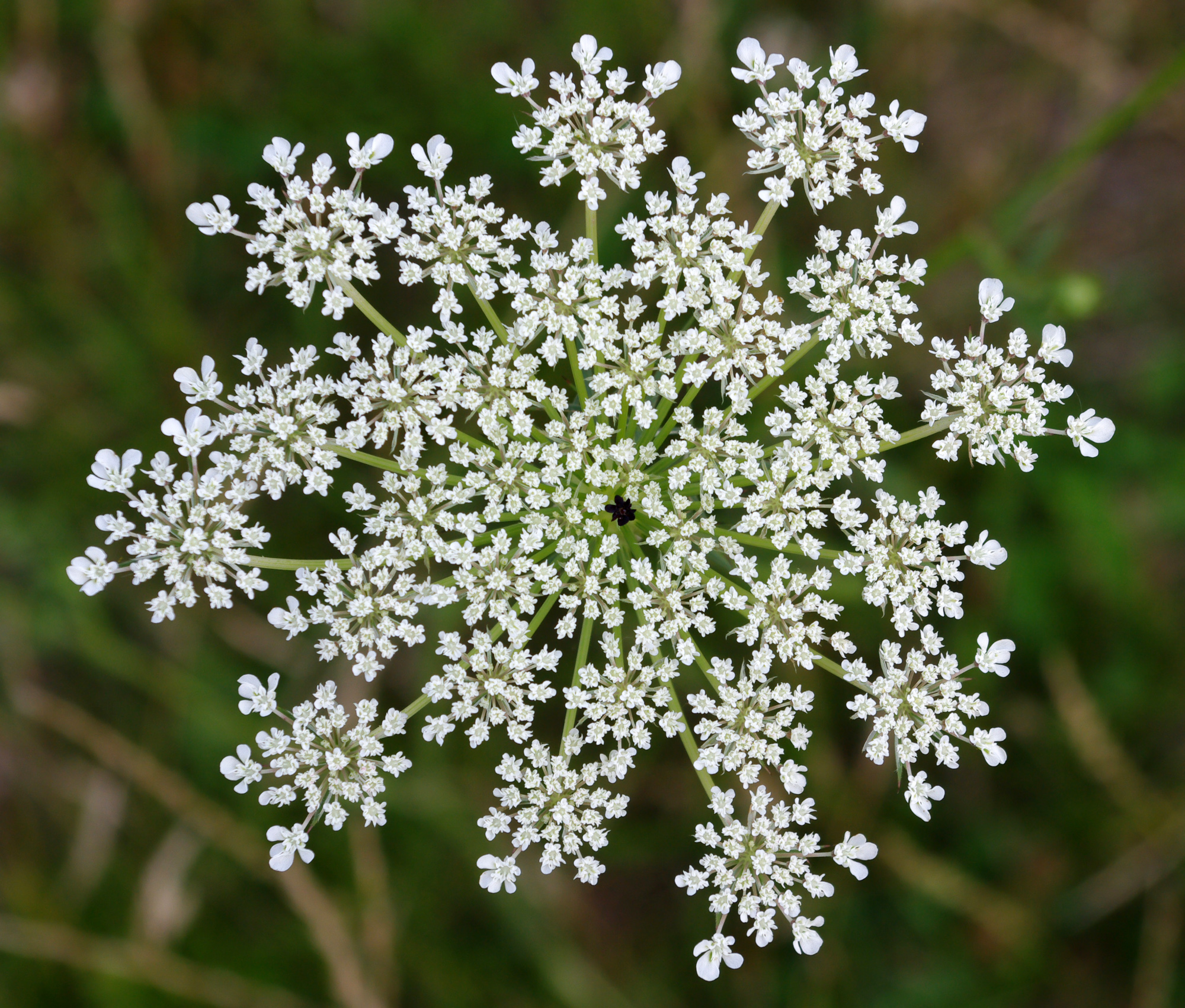
Blütendolde mit „Scheininsekt“ = Mohrenblüte in der Mitte
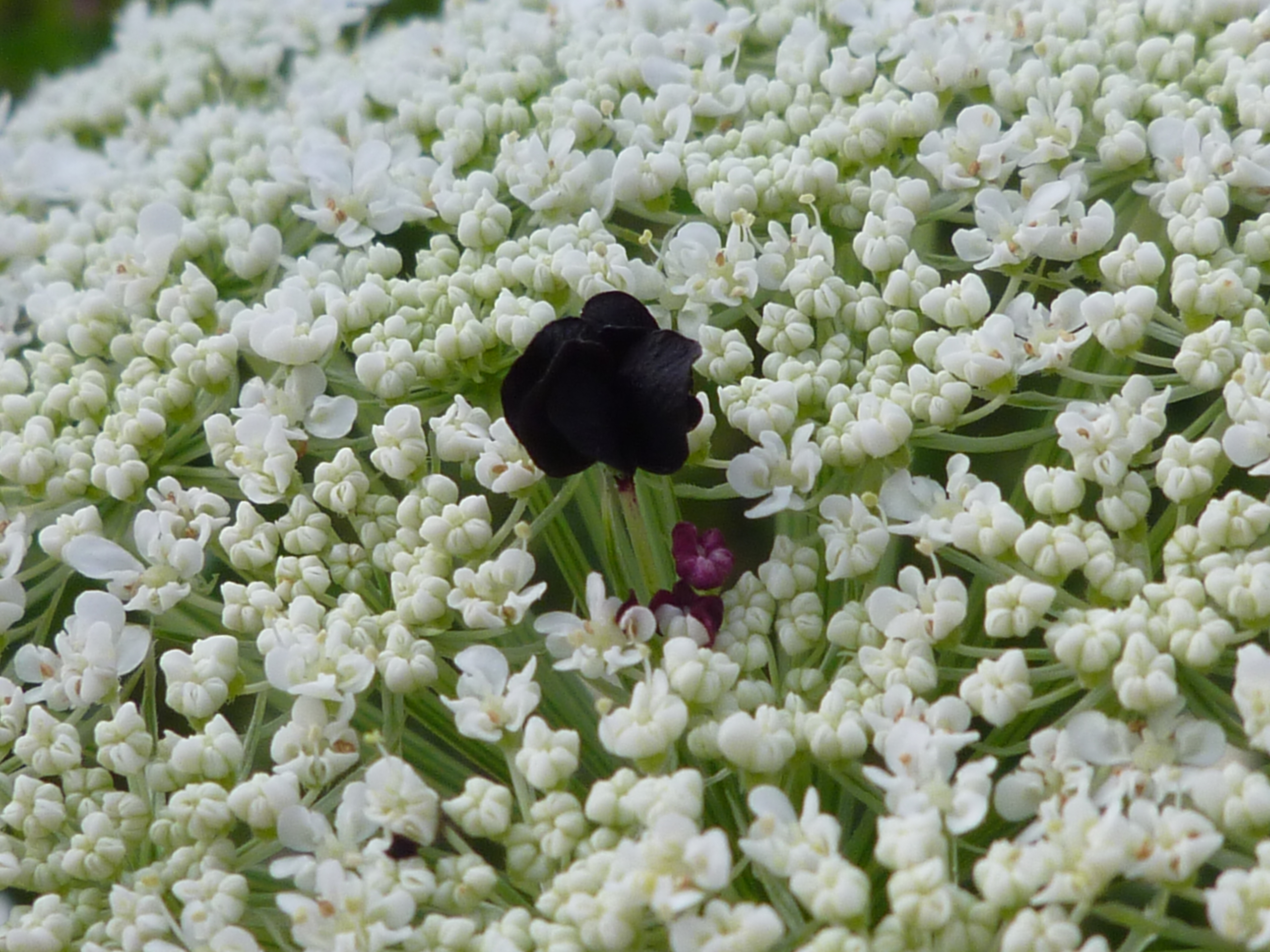
Blütendolde mit Mohrenblüte
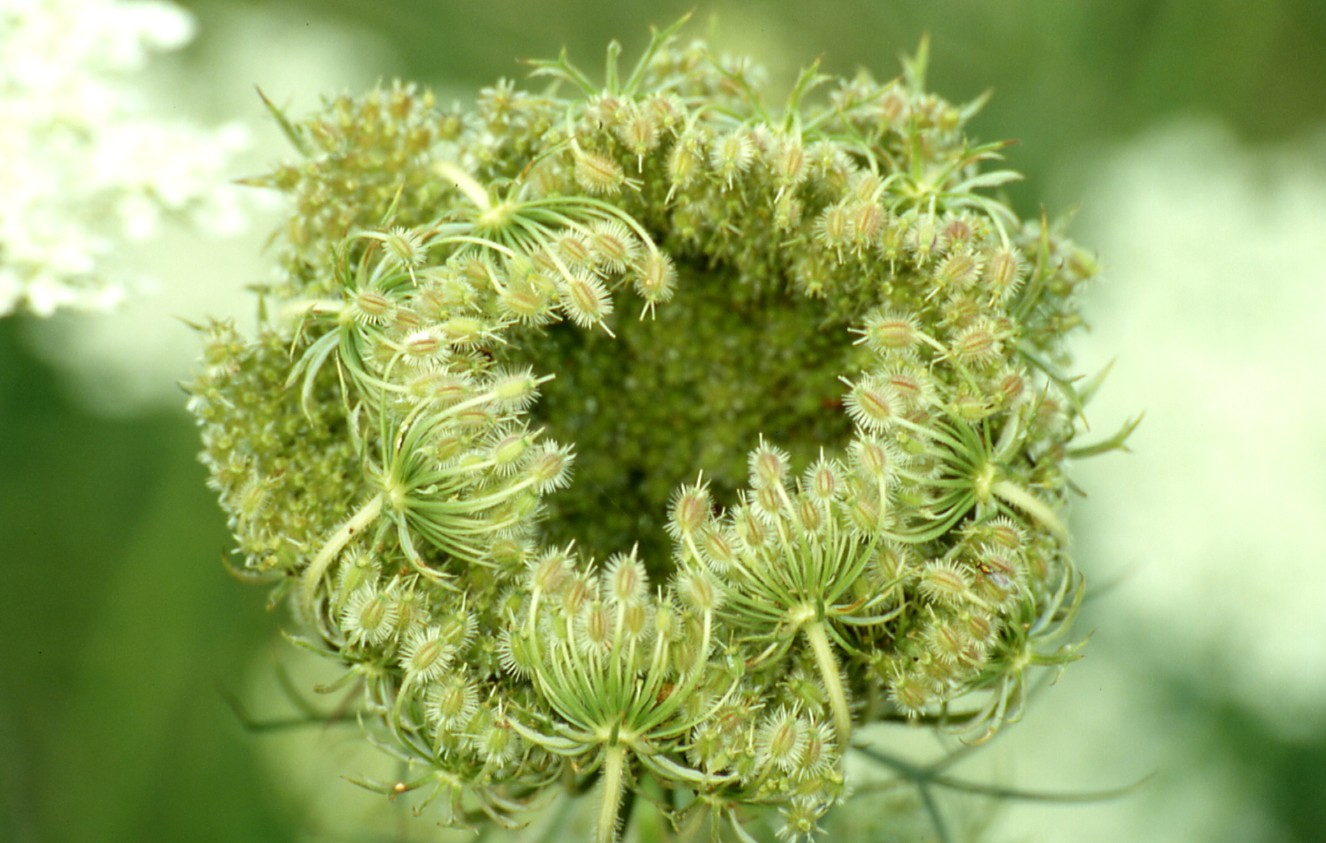
Nestförmig eingerollte Fruchtdolde
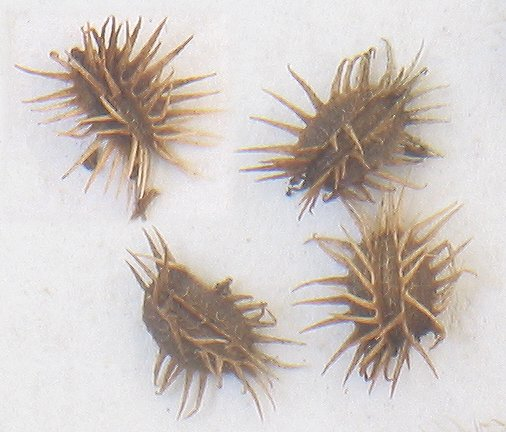
Stachelige Früchte